# Jean-François Roger (musicien)
Pour les articles homonymes, voir Jean-François Roger.
Pour les personnes ayant le même patronyme, voir Roger.
Jean-François Roger, né en 1961 à Paramé (Ille-et-Vilaine), est un batteur percussionniste français.
Compositeur, arrangeur, improvisateur et interprète, il obtient le premier prix de percussions du conservatoire du 18e-10e arrondissement de Paris en 1982 et le diplôme « sup-prépa » du conservatoire à rayonnement départemental de Créteil en 1983. Il se forme à la musique de l’Inde du Nord avec Krishna Govinda et son maître Hari Narain Sha (tablâ), qui lui transmettent la tradition rythmique de l’école de Kishan Maharaj (en).
Il joue divers instruments comme le tablâ, le darbouka, le daf, le bendir.

## Formations
Percussionniste avec les chanteuses Angélique Ionatos de 1989 à 1996, Véronique Pestel de 1995 à 1997, Céline Caussimon, Valentina Vagliani, Kalinka Vulcheva, il est membre de plusieurs formations de musiques du monde et de jazz : 
- Pia Moustaki
- Translave
- Nyssa Musique
- Jean-Jacques Ruhlmann Big Band
- Calico Trio (groupe lauréat du Concours national de jazz de la Défense en 1992),
- Alboréa Quartet (1993-1994),
- Quartet Nika.

Il a travaillé au sein des compagnies de danse de Peter Goss de 1981 à 1983, et de Stanislas Wisniewsky en 1997.
Il crée ses propres formations sous le label JFR Music depuis 1994.
Installé en Bretagne, il a joué avec des formations bretonnes traditionnelles ou dans la musique bretonne de concert (Jolie Vilaine, Tintal, Karma, la Coopérative, Celtic procession...) 
Il intervient également sur la scène des musiques du monde avec Translave (musique balkanique) en 2000, et le Topolovo Group (musique bulgare) de 2003 à 2007, Trio Jabadao, Al Wasan (groupe jordano-breton) de 2008 à 2009.
Il a composé des musiques pour le théâtre et le cinéma :
- Confession de Marie Vigilance, de Irène Schavelzon, en 1994 (théâtre de l’An jeux)
- Dans le cadre de la Maison européenne de la photographie : générique de la vidéothèque des photographes de Paris en 1995.
- Films Production Pierre Vive :
  - De Pierre et d'eau (1992),
  - Chantepierre (1993),
  - Focales (1996),
  - Énergies rayonnantes de l’icône (1998). Réalisateur : Louis-Roger qui reçut le prix Jean-Vigo du cinéma français en 1969.

En 2007, il crée l'orchestration originale du spectacle son et lumières Mémoires de Bretagne de la ville de Dol-de-Bretagne donnant naissance à un nouvel album intitulé Rencontre.
En 2008, il écrit Laudes, une œuvre pour l'exposition LVMEN du sculpteur Alain Marie et des peintures de son père (Louis-Roger) à l'orangerie du château de la Groirie (Sarthe).

## Artistes
Jean-François Roger s'est produit avec des musiciens comme Paul Davies, Jean Bardy, Jean-Michel Veillon, Andy Emler, Didier Malherbe, etc.

## Discographie
- 2016 : Michèle, groupe World Psyché Rennais[1].
- 2015 : Pia Moustaki[2],[3].
- 2014 : Myrdhin Quintet, Festival international de harpes celtiques de Dinan[4].
- 2010 : Trio Jabadao[5].
- 2009 : Véronique Pestel, La vie va rag, Productions Jean-Claude Barens[6]
- 2007 : Rencontre, production indépendante
- 2007 : Jabadao, Production Hirustica
- 2005 : Marie Kiss La Joue, Et si, Avel Ouest
- 2005 : Topolovo orchestra, Belintash, Éditions Gega New[7]
- 2004 : Jolie Vilaine, Jardin d'amour, Galad
- 2003 : Céline Caussimon, Je marche au bord, Chant du Monde/HARMONIA MUNDI/(Choc Monde Musique)
- 2003 : Translave, Marinarul, Label Ouest[8]
- 2002 : Marie Kiss La Joue, Henri, Valentin, et les autres, BMG
- 2000 : Churchfitters, Strange News, Éditions Churchfitters[9]
- 1998 : JFR Quartet, From Mill, autoproduction
- 1997 : Renaud Garcia-Fons, Oriental Bass, Enja Records[10]
- 1997 : Véronique Pestel, Mamie Métisse, Éditions Jean-Claude Barens
- 1996 : Angélique Ionatos, Paroles de juillet, Siviana
- 1995 : Véronique Pestel, Laisser courre, Euroscène Production/Académie Charles-Cros 97
- 1993 : Melaine Favennec, Présent d'exil, Intime in Time
- 1993 : Nika, State of Grace, Nika prod.
- 1992 : Angélique Ionatos, O'erotas, Théâtre de Sartrouville / Auvidis[11]
- 1991 : Angélique Ionatos, Sapho de Mytilène/ Auvidis/Académie Charles-Cros 91
- 1985 : Nyssa, Nyssa musique, Grand prix du disque 1985)